# دانشنامه بین‌المللی علوم اجتماعی
دانشنامه بین‌المللی علوم اجتماعی نخستین بار در سال ۱۹۶۸ توسط انتشارات مک‌میلان منتشر شد و مولفان آن دیوید سیلس (به انگلیسی: David L. Sills) و رابرت مرتون بوده‌اند. این دانشنامه ۱۷ جلد است که توسط هزاران محقق از سراسر جهان نوشته شده‌است. چاپ دوم کتاب در سال ۲۰۰۸ شامل مقاله‌های جدیدی است و ویراستار آن یک اقتصاددان آمریکایی به نام ویلیام داریتی (به انگلیسی: .William A. Darity, Jr) می‌باشد.